# Fevillea anomalosperma
Fevillea anomalosperma är en gurkväxtart som beskrevs av Michael Nee. Fevillea anomalosperma ingår i släktet Fevillea och familjen gurkväxter. Inga underarter finns listade i Catalogue of Life.